# Nabil Makni
Nabil Makni (Cannes, 29 settembre 2001) è un calciatore francese naturalizzato tunisino, attaccante dell'Hebăr Pazardžik e della nazionale tunisina.

## Caratteristiche tecniche
È un centravanti.

## Carriera

### Club
Cresciuto nel settore giovanile dello Strasburgo, nel 2019 è stato acquistato dal Chievo che lo ha aggregato alla formazione Primavera.
Il 9 luglio 2023 è stato acquistato dal Sangiuliano City.

### Nazionale
Nel novembre 2020 è stato convocato per la prima volta dalla nazionale tunisina, con cui ha debuttato subentrando nei minuti finali dell'incontro di qualificazione per la Coppa d'Africa 2021 vinto 1-0 contro la Tanzania.

## Statistiche

### Cronologia presenze e reti in nazionale
| Cronologia completa delle presenze e delle reti in nazionale ― Tunisia | Cronologia completa delle presenze e delle reti in nazionale ― Tunisia | Cronologia completa delle presenze e delle reti in nazionale ― Tunisia | Cronologia completa delle presenze e delle reti in nazionale ― Tunisia | Cronologia completa delle presenze e delle reti in nazionale ― Tunisia | Cronologia completa delle presenze e delle reti in nazionale ― Tunisia | Cronologia completa delle presenze e delle reti in nazionale ― Tunisia | Cronologia completa delle presenze e delle reti in nazionale ― Tunisia |
| Data                                                                   | Città                                                                  | In casa                                                                | Risultato                                                              | Ospiti                                                                 | Competizione                                                           | Reti                                                                   | Note                                                                   |
| ---------------------------------------------------------------------- | ---------------------------------------------------------------------- | ---------------------------------------------------------------------- | ---------------------------------------------------------------------- | ---------------------------------------------------------------------- | ---------------------------------------------------------------------- | ---------------------------------------------------------------------- | ---------------------------------------------------------------------- |
| 13-11-2020                                                             | Radès                                                                  | Tunisia                                                                | 1 – 0                                                                  | Tanzania                                                               | Qual. Coppa d'Africa 2021                                              | -                                                                      | 90+4’                                                                  |
| 17-11-2020                                                             | Dar es Salaam                                                          | Tanzania                                                               | 1 – 1                                                                  | Tunisia                                                                | Qual. Coppa d'Africa 2021                                              | -                                                                      | 90+3’                                                                  |
| 18-11-2024                                                             | Radès                                                                  | Tunisia                                                                | 0 – 1                                                                  | Gambia                                                                 | Qual. Coppa d'Africa 2025                                              | -                                                                      | 67’                                                                    |
| Totale                                                                 |                                                                        | Presenze                                                               | 3                                                                      |                                                                        | Reti                                                                   | 0                                                                      |                                                                        |